# Maesa lanyuensis
Maesa lanyuensis är en viveväxtart som beskrevs av Yuen P. Yang. Maesa lanyuensis ingår i släktet Maesa och familjen viveväxter. Inga underarter finns listade i Catalogue of Life.